# Baileys
Baileys Irish Cream (gerne blot kaldt Baileys) er en irsk whiskey- og fløde-baseret likør, fremstillet af R. J. Bailey & Co. i Dublin. Baileys original er baseret på whiskey, fløde, chokolade (kakao og vanilje), karamel og sukker. Det har en alkoholprocent på 17. Der bruges irsk whiskey fra forskellige distillerier.
Det blev oprindeligt udviklet af Tom Jago i London.
Diageo ejer varemærket.
Baileys har også udgivet en række smagsvarianter udover den oprindelige, inklusive Strawberries & Cream (2018), Red Velvet Cupcake (2019), Apple Pie (2020), Pina Colada (2021 & 2023)  S'more (2022)  og Vanilla Mint Shake (2023).